# 瑪麗費萊德
瑪麗費萊德（Mariefred）是瑞典南曼兰省斯特兰奈斯市镇的一座城市，2010年，有人口3,726人。